# Spilogona empeliogaster
Spilogona empeliogaster este o specie de muște din genul Spilogona, familia Muscidae, descrisă de Huckett în anul 1965.
Este endemică în Labrador. Conform Catalogue of Life specia Spilogona empeliogaster nu are subspecii cunoscute.